# فیات ۵۰۸
فیات ۵۰۸ (Fiat 508) خودرویی است که در سال‌های ۱۹۳۲ تا ۱۹۳۷ تولید شده‌است.
طراحی آن خودروهای موتور جلو-محور عقب بوده است.
موتور آن ۹۹۵ سی‌سی سیستم جعبه‌دندهٔ آن ۳ دنده به صورت دستی است.

## نگارخانه

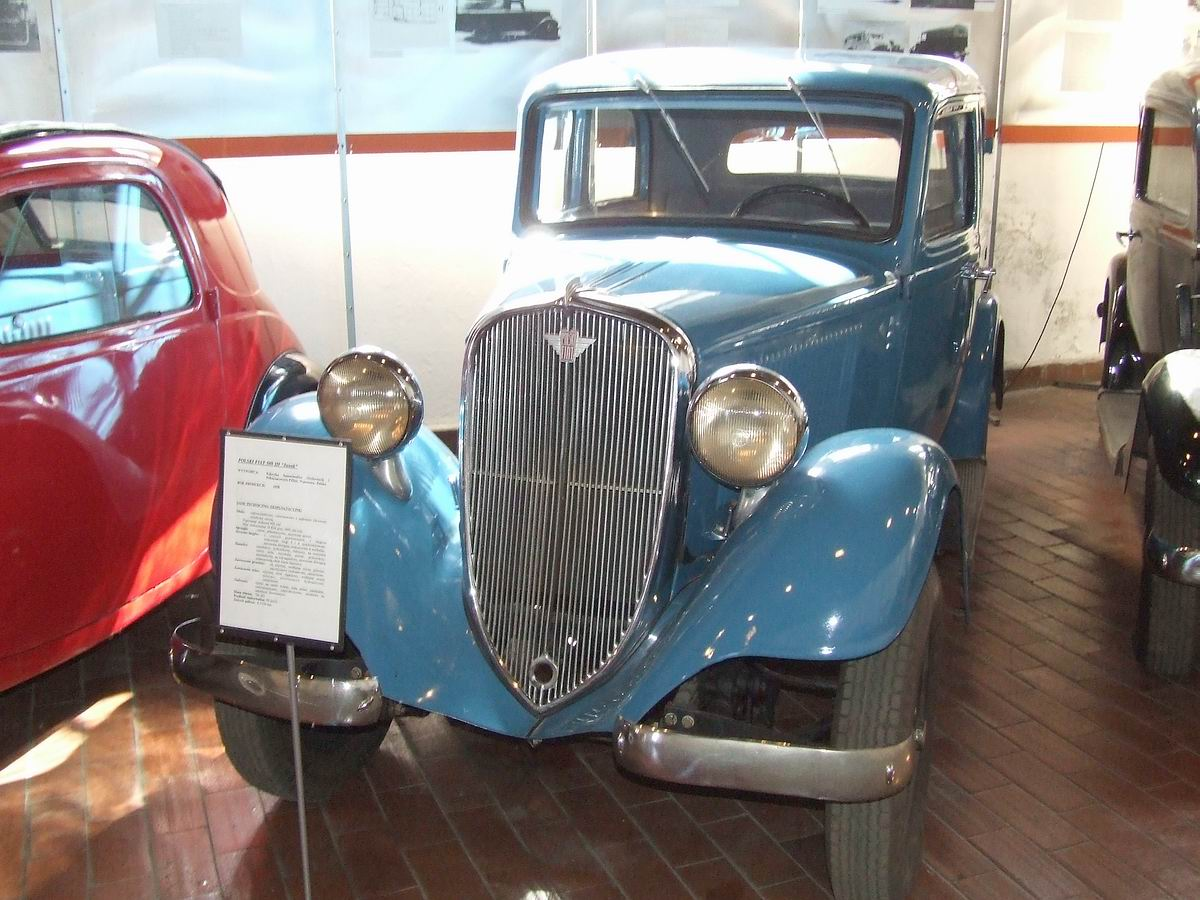
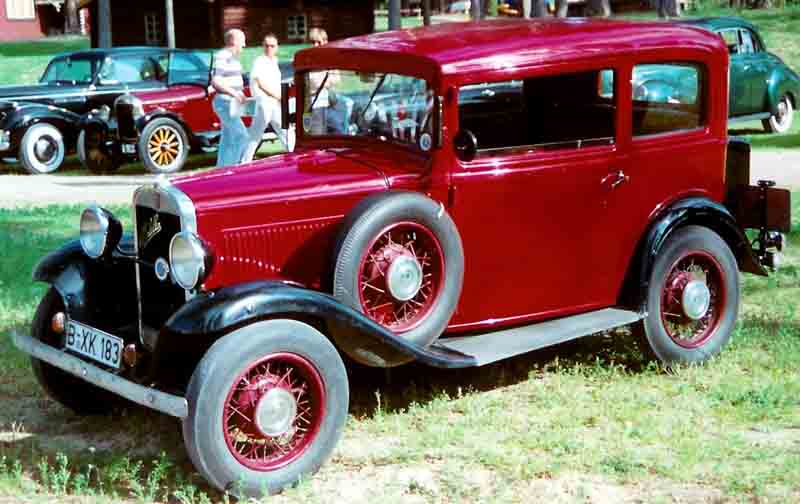
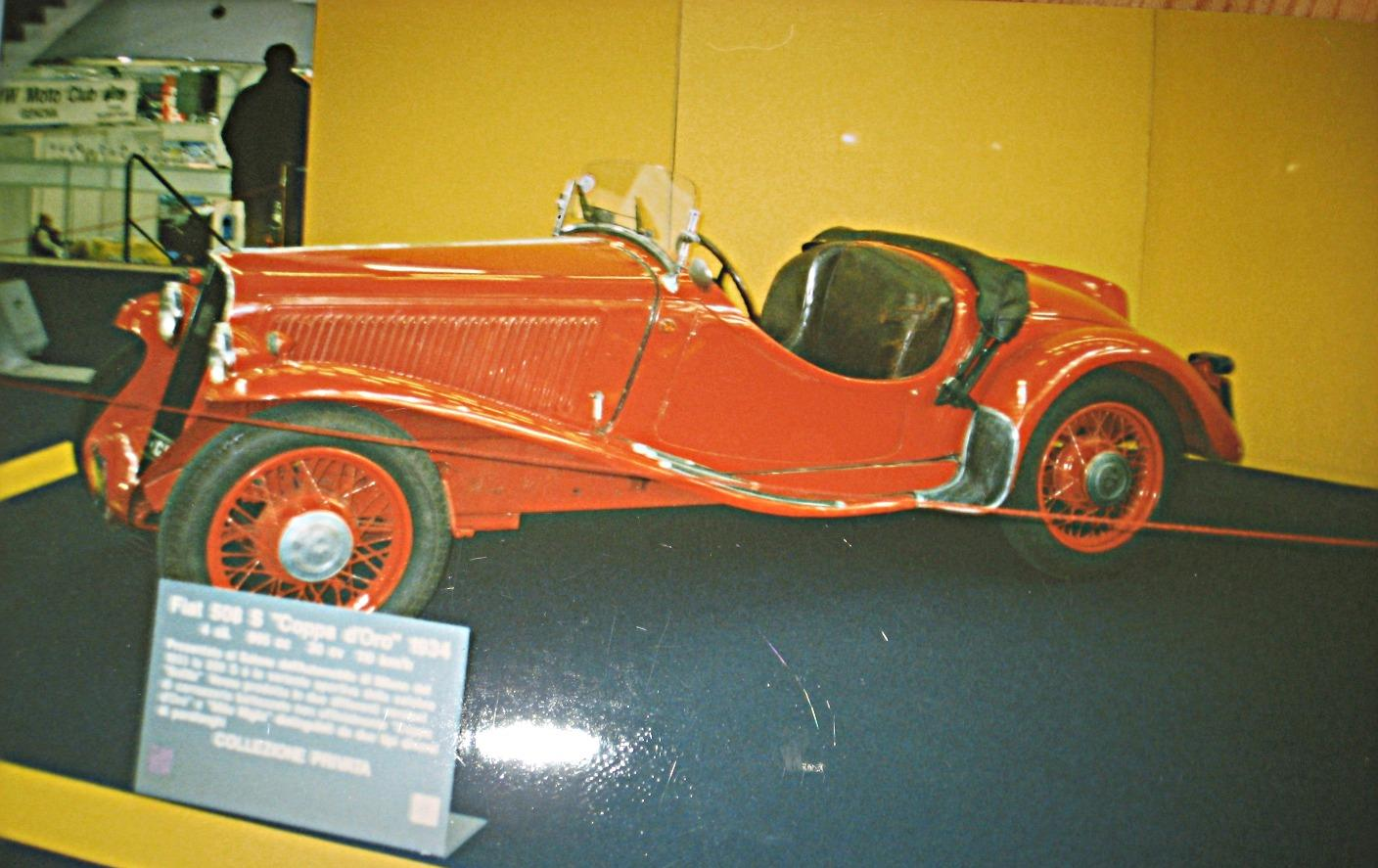
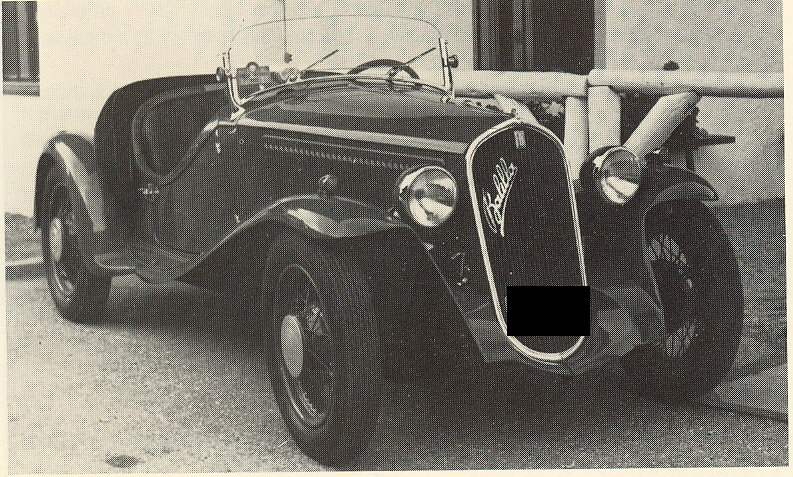
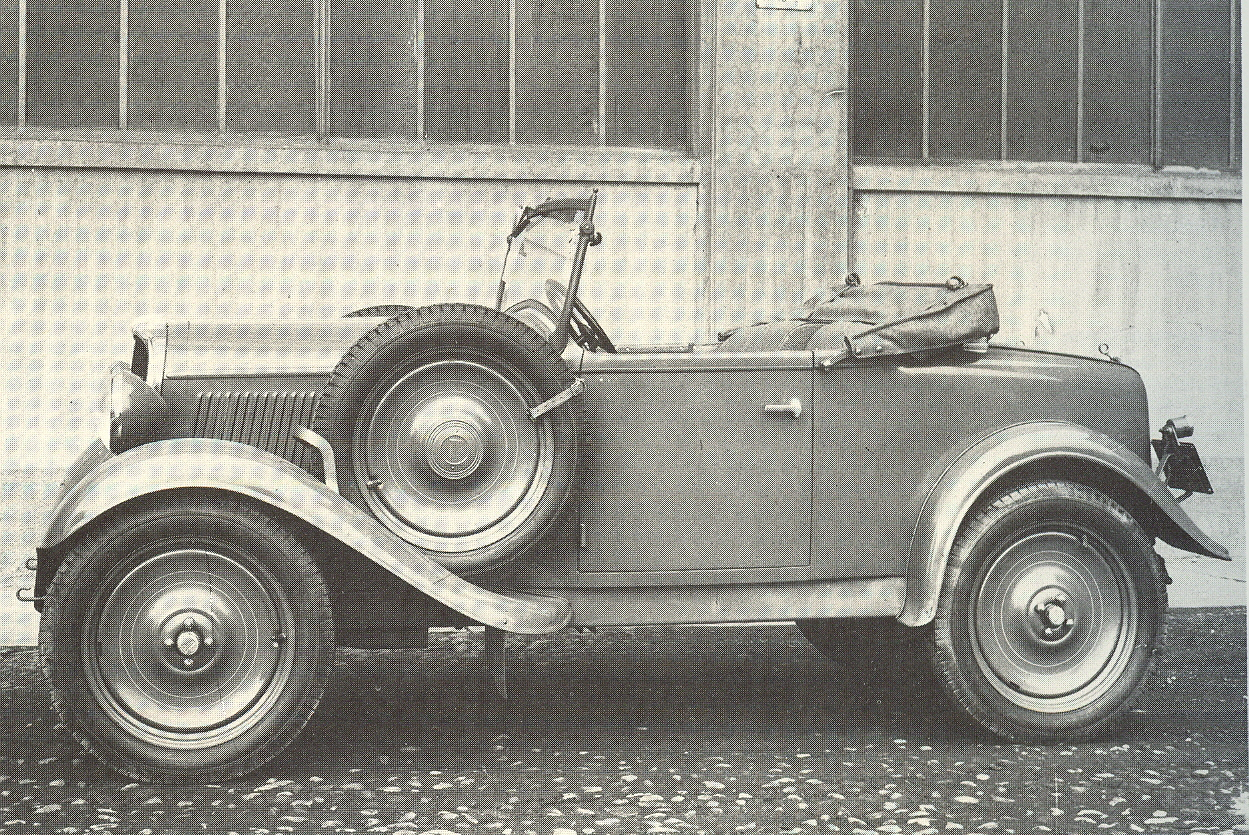
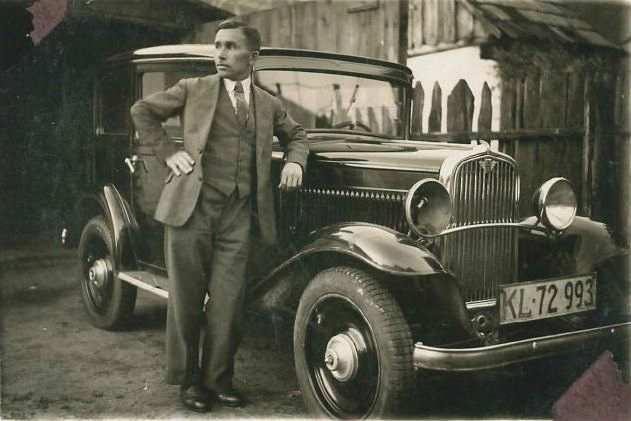